# Francesca Alotta
Francesca Alotta (* 1. Januar 1968 in Palermo) ist eine italienische Popsängerin.

## Karriere
Francesca Alotta, die Tochter des Tenors Filippo Alotta, begann als Backgroundsängerin (etwa für Mietta) und war für kurze Zeit Teil der von Gianni Boncompagni für die Fernsehsendung Domenica in zusammengestellten Girlgroup Compilations. Sie wurde erstmals 1991 einem breiteren Publikum bekannt, als sie im Wettbewerb Cantagiro in der Newcomer-Kategorie mit dem Lied Chiamata urgente gewinnen konnte. Im Jahr darauf präsentierte sie in der Newcomer-Kategorie des Sanremo-Festivals an der Seite von Aleandro Baldi das Lied Non amarmi, womit sie auch diesen Wettbewerb gewann. Das Lied war auch ein internationaler Erfolg und wurde von Jennifer Lopez und Marc Anthony 1999 als No me ames gecovert. Im Anschluss an diesen Erfolg veröffentlichte die Sängerin 1992 ihr selbstbetiteltes Debütalbum. 
Allein kehrte Alotta kehrte 1993 zum Sanremo-Festival zurück, wo sie mit Un anno di noi den zehnten Platz in der Hauptkategorie erreichte. Anschließend erschien ihr zweites Album Io e te. In den folgenden Jahren blieb Alotta musikalisch aktiv, auch über Italien hinaus, und trat in Fernsehsendungen auf. 1997 veröffentlichte sie ihr drittes Album, das Coveralbum Buonanotte alla luna, auf dem sie u. a. mit Loredana Bertè zusammenarbeitete. 2004 nahm sie an der ersten Ausgabe der Realityshow Music Farm auf Rai 2 teil. Es folgten weitere Fernsehshow-Teilnahmen, bis sie sich 2018 mit der Single Anima sola, einem Duett mit Mauro Pina, zurückmeldete. Dafür wurde sie mit dem Preis der AFI (Verband unabhängiger Musikproduzenten) ausgezeichnet. Ende des Jahres erschien ihr viertes Album Anima mediterranea.

## Diskografie
Alben
- 1992 – Francesca Alotta (Ricordi)
- 1993 – Io e te (Ricordi)
- 1997 – Buonanotte alla luna (Sony)
- 2018 – Anima mediterranea (Ermitage)

Singles
- 1991 – Chiamata urgente
- 1992 – Non amarmi (mit Aleandro Baldi)
- 1993 – Un anno di noi
- 2018 – Anima sola (mit Mauro Pina)

## Belege
1. 1 2  Ugo Stomeo: Francesca Alotta si riprende la scena, da indipendente: “La vera Francesca è tornata” – Intervista. In: FAREMUSIC. 9. April 2018, abgerufen am 20. Juli 2019 (italienisch).
2. 1 2  Fabio Fiume: Intervista a Francesca Alotta: dal folgorante successo di “Non Amarmi” a "Ora O Mai Più" con un disco in uscita. In: All Music Italia. 27. Juni 2018, abgerufen am 20. Juli 2019 (italienisch).
3. ↑  Mario Manca: «Ora o mai più»: entra Francesca Alotta. Ecco cosa c’è da sapere. In: VanityFair.it. 15. Juni 2018, abgerufen am 20. Juli 2019 (italienisch).
4. ↑  Guido Racca: M&D Borsa Singoli 1960-2019. Selbstverlag, 2019, ISBN 978-1-09-326490-6, S. 108; 122.

| Personendaten    | Personendaten            |
| ---------------- | ------------------------ |
| NAME             | Alotta, Francesca        |
| KURZBESCHREIBUNG | italienische Popsängerin |
| GEBURTSDATUM     | 1. Januar 1968           |
| GEBURTSORT       | Palermo                  |